# Jay Byrne
Jay Byrne, né à Boston en 1962, est un ancien haut fonctionnaire américain, devenu lobbyiste et influenceur, essayiste, ancien directeur de la communication de Monsanto, puis président et fondateur de v-Fluence Interactive, une société de relations publiques, qui vend également des logiciels.
Jay Byrne fait des conférences sur l'utilisation d'Internet comme média d'influence, et il a écrit plusieurs articles sur les nouveaux médias et la communication.
Il est aussi l'un des co-auteurs de Let Them Eat Precaution, ouvrage critique à l'égard du principe de précaution qui estime que les opposants aux cultures d'OGM en plein champs privent les pauvres de ressources (aliments OGM et plantes GM-médicaments) que l'agro-industrie pourrait leur apporter, ouvrage publié par l'American Enterprise Institute et édité par l'agent de relations publiques de l'industrie agrochimique Jon Entine Jay (Byrne y a écrit le chapitre intitulé « Deconstructing the Agricultural Biotechnology Protest Industry »).
Jay Byrne apparait dans les Monsanto papers et dans les archives de documents de l'industrie chimique de l'université de Californie à San Francisco, qui le montrent comme un acteur clé du lobby nord-américain de l'industrie alimentaire et agroalimentaire, ayant selon l'US Right to Know, utilisé toute une « gamme de tactiques trompeuses » pour avec « d'autres alliés de l'industrie » promouvoir et défendre les aliments OGM et les pesticides.

## Enfance, jeunesse
Né à Boston) dans le Massachusetts, Jay Byrne a fréquenté la St. John's Preparatory School et est diplômé de l'université Tufts.

## Carrière politique et administrative
Jay Byrne a d'abord occupé des postes de communication, dans la campagne présidentielle Clinton-Gore, puis pour le maire de Boston Raymond Flynn et pour le membre du Congrès Joseph Patrick Kennedy II (D-MA).
Jay Byrne a ensuite été administrateur-adjoint pour les affaires publiques et législatives à l'Agence américaine pour le développement international (USAID) dans l'administration Clinton de 1993 à 1997.
Durant cette période, il a aussi été porte-parole de la Maison-Blanche pour de nombreuses initiatives de politique étrangère (présidentielles et administratives), notamment lors du Sommet du G7 pour l'emploi en 1994 et l'Initiative contre la famine dans la Corne de l'Afrique.
En tant qu'ancien agent de campagne politique, Jay Byrne est crédité d'avoir mis au point et mis en œuvre une gamme de tactiques d'influence et de communication agressives, avec par exemple « l'attaque de Chicken George » (politique) lors de la campagne présidentielle de 1992 contre George H. W. Bush.

## Carrière dans l'industrie
Après avoir servi dans l'administration Clinton, il a dirigé la communication d'entreprise pour la société Monsanto durant quatre ans de pantouflage (de 1997 à 2001).

## Carrière d'influenceur au service de l'industrie chimique et agrochimique
Les archives de Monsanto obtenues par voie de justice par l'US Right to Know, montre que les clients de Jay Byrne ont dans ce cadre compris certaines des plus grandes entreprises agroalimentaires et pharmaceutiques du monde, et de grands groupes commerciaux, dont notamment l'American Chemistry Council, Syngenta, AstraZeneca, Monsanto, Pfizer, l'American Farm Bureau, la National Corn Growers Association, la Grocery Manufacturers Association, Rohm & Haas, une grande entité commerciale de l'industrie des pesticides CropLife ou encore l'Institut international de recherche sur le riz (IRRI que Jay Byrne a accompagné pour promouvoir et défendre une variété de riz génétiquement modifiée, le « riz doré » dont l'utilité était mise en doute par divers détracteurs dont Greenpeace, qui fut alors attaqué par le lobby de OGM).
Jay Byrne a contribué à la mise en place de stratégies-clé de l'industrie agrochimique, visant selon le New York Times, à déployer des professeurs « chapeau blanc » pour mener les batailles de relations publiques et de lobbying de l'industrie, derrière la couverture d'un « glossus d'impartialité et du poids de l'autorité qui accompagnent le travail d'un professeur à pedigree ».
Pour ses opérations de lobbying et de relations publiques au service de l'industrie des OGM et des pesticides, Jay Byrne s'est souvent associé à Jon Entine, dont les archives du monde industriel et les Monsanto papers ont aussi montré qu'il est l'un des instruments clés des campagnes de défense de l'industrie agrochimique, notamment via le projet d'alphabétisation génétique, qu'il a lancé en 2011 (alors que Monsanto était client de son cabinet de relations publiques) et via la société de relations publiques d'Entine, ESG MediaMetrics, qui a sur son site Web cité Monsanto comme son client de 2010 à janvier 2013).
Les Monsanto papers ont aussi montré que Jay Byrne et Val Giddings ont aidé à orchestrer l'Academics Review, un groupe de façade créé et financé par l'industrie pour paraître indépendant tout en servant de véhicule pour collecter des fonds d'entreprise en échange d'attaques contre les détracteurs des produits agrobiotechnologiques (OGM, pesticides),. Jay Byrne y cite l'ONG Greenpeace dans la liste des « cibles » qu'il était en train de compiler pour le compte de Monsanto.
Un autre des clients de Jay Byrne était alors l'Institut international de recherche sur le riz, le principal groupe industriel essayant de commercialiser le riz doré OGM, qui a fortement critiqué Greenpeace qui aurait selon lui été responsable de l'échec du riz doré, mais des recherches de Glenn Davis Stone (université de Washington à Saint Louis) ont montré que c'était le faible rendement et les difficultés techniques du riz doré, et non l'opposition des groupes environnementaux qui étaient responsables de cet échec.
Dans The Guardian, en 2002, dans deux enquêtes sur la guerre secrète des biotechs, et sur les fantômes corporatifs en ligne (« faux citoyens », qui n'existent en réalité pas, créés par certaines corporations industrielles), George Monbiot a rapporté que de tels fantômes « ont bombardé les serveurs Internet de listes de discussion avec des messages dénonçant les scientifiques et les écologistes qui critiquaient les cultures GM ». Ces faux citoyens ont ensuite été retracés… conduisant au groupe Bivings (la société de relations publiques de Monsanto). Dans son travail d'enquête journalistique, George Monbiot a montré que Jay Byrne était lié au Groupe Bivings au service duquel «Jay Byrne, ancien directeur de la sensibilisation sur Internet [de Monsanto], a expliqué à un certain nombre d'autres entreprises les tactiques qu'il avait utilisées chez Monsanto. Il a montré comment, avant qu'il ne se mette au travail, les principaux sites Internet parlant d'OGM répertoriés par un moteur de recherche étaient tous critiques à l'égard de la technologie des OGM. À la suite de son intervention, les meilleurs sites sont tous devenus des sites de soutien (quatre d'entre eux ont été créés par la société de relations publiques de Monsanto, Bivings précisera l'US Right to Know après avoir examiné les Monsanto Papers). Jay Byrne a dit à ses partenaires de « penser à Internet comme une arme sur la table ». Soit vous la ramassez, soit votre concurrent le fait, mais l'un des deux va se faire tuer », (phrase qu'il semble avoir empruntée à Michael S. Dell, fondateur de l'entreprise informatique Dell).
Quand il travaillait pour Monsanto, Jay Byrne a déclaré dans la newsletter Internet Wow qu'il « passait son temps et ses efforts à participer » à des discussions en ligne sur la biotechnologie, et qu'il y a choisi le site AgBioWorld, où il « s'assure que son entreprise obtient le bon rôle ». Or AgBioWorld est le site sur lequel le [faux citoyen] Smetacek a lancé sa campagne, a fait remarquer l'US Right to Know. Les Monsanto Papers ont montré qu'AgBioChatter était une liste de diffusion privée destinée à des cadres supérieurs, consultants et universitaires, et utilisée pour coordonner les activités de messagerie et de lobbying de l'industrie agrochimique. Des courriels montrent que Jay Byrne a utilisé cette liste « AgBioChatter » pour encourager les membres d'AgBioChatter à discréditer les personnes et les groupes critiquant les OGM et les pesticides. Le de relations publiques de Monsanto de 2015 désignait nommément AgBioChatter comme l'un des « partenaires industriels » que Monsanto prévoyait d'engager pour aider à discréditer les préoccupations liées au cancer concernant le glyphosate.
Dans une présentation Power Point (datée de 2013) Jay Byrne présente lui-même le rôle qu'il joue pour ses clients dans l'industrie agrochimique. Il y présente ses théories sur les éco-avocats (défenseurs de l'environnement), classe leur influence en ligne et exhorte les entreprises à mutualiser leurs ressources pour les affronter, afin d'éviter « les contraintes réglementaires et de marché ».

## Livres
- Let Them Eat Precaution : How Politics Is Undermining The Genetic Revolution in Agriculture, AEI Press, 2005, 222 p. (ISBN 0-8447-4200-7, lire en ligne ).

## Autres publications
- (2006). https://www.aei.org/wp-content/uploads/2017/12/Let-Them-Eat-Precaution.pdf#page=155 Deconstructing the agricultural biotechnology protest industry. Let them eat precaution, 144-160 (American Enterprise Institute).
- Blogs & Beyond : A guide to understanding and engaging consumer-generated media outlets, Association of Cable Communicators: ACC Briefs, 2007.
- New Search Trends Affect Online PR & Marketing Efforts, O'Dwyers: Public Relations Report, 2007.
- Attack of the Killer Labels, Public Relations Society Press: PR Reporter Magazine, 2003.
- When You're Serious About Culture Change, Ragan Press: Journal of Employee Communications, 1999.
- Empowering People, Improving Profits and Breaking Barriers, Phillips Publishing: PR News Journal, 1999.
- How Internal Communications Transforms a Culture, Ragan Press: Journal of Communications Management, 1999.